# Теорії інтелекту
Тема інтелекту лишається однією з найсуперечливіших у психології, адже науковці досі не дійшли згоди щодо стандартного визначення інтелекту. Дехто вважає інтелект єдиною здібністю людини, дехто — сукупністю талантів, навичок і здібностей. Однак більшість сходиться на тому, що інтелект передбачає вміння людини раціонально мислити, розв'язувати задачі, розуміти соціальні норми, звичаї та цінності, аналізувати ситуації, вчитися на власному досвіді й давати собі раду з життєвими потребами.
Серед психологів бракує згоди щодо того, чи можна точно виміряти людський інтелект. Досліджуючи інтелект, психологи намагаються знайти відповіді на такі запитання:
• Чи передається інтелект у спадок?
• Чи впливає оточення людини на її інтелект?
• Чи є інтелект єдиною здібністю людини чи сукупністю навичок і умінь?
• Чи є тести IQ тенденційними?
• Чи можна використовувати результати таких тестів для формування прогнозів?
Чимало теорій намагаються пояснити феномен інтелекту.
Розглянемо основні.

## Фактор загального інтелекту
1904 року британський психолог Чарлз Спірман запропонував концепцію про фактор загального інтелекту (фактор-g).
Згідно зі Спірманом, загальний інтелект людини впливає на її розумові здібності. Такий інтелект, або фактор-g, можна оцінити за кількісним результатом тесту на розумові здібності. Спірман виявив, що люди, які добре справлялися з одним когнітивним тестом, показували добрі результати й в інших тестах на розумові здібності, тим часом особи, які могли впоратися з одним тестом, провалювали решту. Таким чином, за висновком Спірмана, інтелект — це загальна когнітивна здібність, яку можна виміряти кількісно.

### Первинні розумові здібності
Психолог Луїс Л. Терстоун уважав, що інтелект визначається сімома «первинними розумовими здібностями», зокрема логічним мисленням, розумінням мови, числовими здібностями, перцептивною швидкістю, вільним мовленням, просторовою візуалізацією та асоціативною пам'яттю.

### Множинний інтелект
Відповідно до теорії множинного інтелекту Говарда Ґарднера, числове значення людського інтелекту обчислити неможливо.
Його теорія виділяє вісім чи дев'ять різновидів інтелекту, заснованих на здібностяхі навичках, тому людина в деяких із них може бути сильною, а в деяких слабкою. Різновиди інтелекту, за Ґарднером: візуально-просторовий (здатність до візуалізації), лінгвістично-вербальний (здатність до письмового й мовленого використання слів), логічно-математичний (здатність логічно аналізувати задачу, визначати шаблони й використовувати логіку), тілесно-кінестетичний (здатність до фізичного контролю над рухами тіла), музичний (здатність уловлювати ритм і звуки та впізнавати мелодії), міжособистісний (здатність розуміти й реагувати на інших людей), внутрішньоособистісний (усвідомлення власних почуттів, емоцій і мотивацій) і натуралістичний (здатність взаємодіяти з природою, досліджувати довкілля й вивчати інші види живих організмів).

### Триархічна теорія інтелекту
Триархічна теорія інтелекту психолога Роберта Стернберґа виділяє три фактори, що формують «інтелект успіху»: аналітичний інтелект (здібності, що відповідають за розв'язання задач), творчий інтелект (здатність орієнтуватися в нових ситуаціях за рахунок нинішніх навичок та набутого досвіду) і практичний інтелект (уміння пристосовуватися до змінного довкілля). Тести для діагностики інтелекту (тести IQ)
Методів тестування рівня інтелекту так само багато, як інтерпретацій поняття «інтелект». Тести (або інструменти) для перевірки інтелекту поступово розвивалися і стали стандартизованими.

## Альфред Біне (1905)
1905 року французький уряд доручив психологові Альфреду Біне розробити тест для оцінки рівня інтелекту дітей. Уряд Франції тоді щойно ухвалив закон, відповідно до якого всі діти віком від шести до чотирнадцяти років були зобов'язані вчитися в школі. Тест мав визначити, кому з дітей знадобиться особлива допомога. Альфред Біне і його колега Теодор Сімон підготували низку здебільшого не пов'язаних зі школою запитань для перевірки пам'яті, уваги і вміння розв'язувати задачі.
Біне дійшов висновку, що деякі діти можуть відповідати на складніші й призначені для дітей старшого віку запитання, тоді як інші діти того ж віку можуть відповісти тільки на запитання, орієнтовані на молодших учнів.
На основі цих спостережень Альфред Біне розробив концепцію про ментальний вік: рівень інтелекту, характерний для більшої частини дітей певного віку. Шкала Біне-Сімона стала першим тестом для діагностики інтелекту та заклала підвалини тестів, які використовуються нині.

### Шкала інтелекту Стенфорд-Біне (1916)
Коли шкала Біне-Сімона потрапила до Сполучених Штатів, психолог зі Стенфордського університету Льюїс Термен стандартизував його та використав за американським зразком. Адаптовану версію тесту, що дістала назву «Шкала інтелекту Стенфорд-Біне», було опубліковано 1916 року.
У цьому тесті результат людини оцінюється за єдиним показником — коефіцієнтом інтелекту (IQ). Коефіцієнт обчислюється таким чином: ментальний вік людини ділиться на її хронологічний вік, а тоді результат помножується на 100.

## Армійські альфа— і бета-тести (1917)
На початку Першої світової війни виникла проблема з напливом новобранців. Для відбору такої кількості осіб психолог Роберт Єркес (президент Американської психологічної асоціації та голова Комітету з психологічної експертизи новобранців) розробив два тести для діагностики інтелекту: Армійський альфа-тест та Армійський бета-тест.
Понад 2 мільйони чоловіків склали відповідні іспити, що допомогло визначитись з їхніми призначеннями.
Шкала інтелекту Векслера (1955)
1955 року американський психолог Девід Векслер розробив новий тест для діагностики інтелекту «Шкала інтелекту Векслера для дорослих» (WAIS). Із часом у тест було внесено деякі зміни і з'явився тест WAIS-III.
Крім того, Давид Векслер розробив Шкалу інтелекту Векслера для дошкільнят і дітей молодшого шкільного віку, а також Шкалу інтелекту Векслера для дітей.
У той час як результати тесту Стенфорд-Біне оцінюються на основі ментального і хронологічного віку, у Шкалі інтелекту Векслера для дорослих результат людини порівнюється з результатами інших представників тієї ж самої вікової групи.
Середній результат — 100. Метод оцінки рівня інтелекту за тестом WAIS нині вважають стандартом для тестування IQ.

## Значення результатів тестів IQ

### Тест Стенфорд-Біне
• 19 і нижче: глибока розумова відсталість
• 20—49: тяжка розумова відсталість
• 50—69: помірна розумова відсталість
• 70—79: легка розумова відсталість
• 80—89: погана норма
• 90—109: середній або нормальний рівень інтелекту
• 110—119: високий рівень
• 120—139: дуже високий рівень
• 140 і вище: геніальність або обдарованість

### Тест Векслера для дітей
• 69 і нижче: дуже низький рівень інтелекту (розумовий дефект)
• 70—79: межова зона
• 80—89: середній низький рівень (погана норма)
• 90—109: середній рівень
• 110—119: середній високий рівень (добра норма)
• 120—129: високий рівень
• 130 і вище: дуже високий рівень